# ロンビエン区
ロンビエン区（ロンビエンく、ベトナム語：Quận Long Biên / 郡龍編）は、ベトナム社会主義共和国の首都ハノイ市に存在する区 (郡)。

## 行政
ロンビエン区は14の坊を管轄している。
- ボーデー（Bồ Đề / 菩提）
- ザートゥイ（Gia Thụy / 嘉瑞）
- クーコイ（Cự Khối / 巨塊）
- ドゥクザン（Đức Giang / 德江）
- ザンビエン（Giang Biên / 江邊）
- ロンビエン（Long Biên / 龍編）
- ゴクラム（Ngọc Lâm / 玉林）
- ゴクトゥイ（Ngọc Thụy / 玉瑞）
- フックドン（Phúc Đồng / 福同）
- フックロイ（Phúc Lợi / 福利）
- サイドン（Sài Đồng / 柴同）
- タックバン（Thạch Bàn / 石盤）
- トゥオンタイン（Thượng Thanh / 上靑）
- ヴィエトフン（Việt Hưng / 越興）

## 交通
- ベトナム鉄道
  - ザーラム駅